# Napoléon Aubin
Napoléon Aubin (9. studenog 1812. – 12. lipnja 1890.) bio je kanadski novinar, nakladnik, dramski pisac i znanstvenik.
Rođen u Ženevi, Aubin je otišao u SAD 1829. Godine 1835. se preselio u Montréal te malo kasnije u Québec. Aubin je doprinio velikom broju novina, također je izdao svoje periodike. 